# ТЕС Макае
22°18′30″ пд. ш. 41°52′35″ зх. д. / 22.30833° пд. ш. 41.87639° зх. д.
ТЕС Макае — теплова електростанція у бразильському штаті Ріо-де-Жанейро. Певний час носила назву ТЕС Mario Lago.
В 2001 – 2002 роках на майданчику станції змонтували двадцять встановлених на роботу у відкритому циклі газових турбін загальною потужністю 928 МВт. Вони можуть виходити на повну потужність всього за 15 хвилин, а тому здатні виконувати функцію покриття пікових навантажень у енергосистемі. 
Як паливо ТЕС використовує природний газ, котрий надходить по газопроводу Gasduc.
Видача продукції відбувається по ЛЕП, розрахованій на роботу під напругою 345 кВ.
Можливо також відзначити, що біч-о-біч з майданчиком станції Макае знаходиться ТЕС Norte Fluminense.